# Hazel R. O’Leary

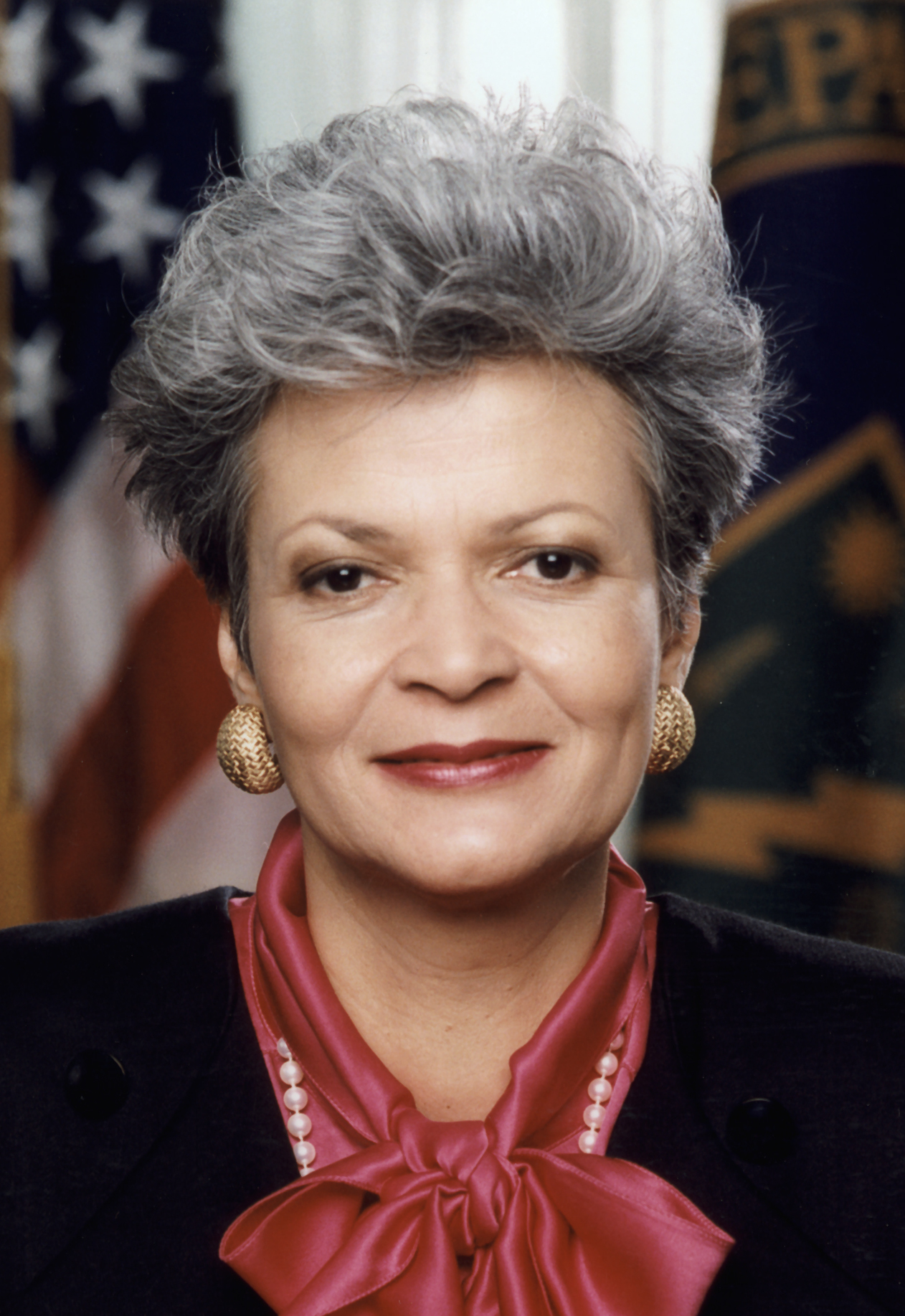
Hazel R. O’Leary

Hazel Reid O’Leary (* 17. Mai 1937 in Newport News, Virginia) ist eine ehemalige US-amerikanische Politikerin, die dem Kabinett von US-Präsident Bill Clinton von 1993–97 als Energieministerin angehörte. Die Demokratin war die erste Frau und die erste Afroamerikanerin in diesem Amt.

## Leben und berufliche Laufbahn
Hazel Reid wuchs in Virginia als Tochter eines Ärzteehepaars mit zwei Brüdern und zwei Schwestern auf. 1980 heiratete sie John F. O’Leary, ehemals stellvertretender US-Energieminister, der 1987 verstarb. Aus der Ehe entstammt ein Sohn.
Nach ihrem Abschluss an einer Law School in Newark arbeitete sie als Staatsanwältin in New Jersey; später wurde sie Partnerin des Finanzdienstleisters Coopers & Lybrand. Danach gehörte sie der Carter-Regierung als stellvertretende Leiterin der Bundesenergiebehörde (Federal Energy Administration) an; nach der Gründung des Energieministeriums wurde sie dort als Ressortleiterin der Economic Regulatory Administration tätig.
1981 gründete Hazel O’Leary mit ihrem Ehemann das Beraterunternehmen O'Leary & Associates, in der sie als Vizepräsidentin und Leiterin der Rechtsabteilung arbeitete. Zwischen 1989 und 1993 war sie Vizepräsidentin des Energiekonzerns Northern States Power Company.

## Politikerin
Nach dem Sieg der Demokraten bei der Präsidentschaftswahl 1992 berief Präsident Clinton sie als Energieministerin in sein Kabinett. Populär wurde O’Leary zu Beginn ihrer Amtszeit, als sie bis dahin unter Verschluss gehaltene Dokumente aus der Ära des Kalten Krieges öffentlich machte. Diese belegten, dass die US-Regierung, von 1944 bis 1974, menschliche Versuchsobjekte für Experimente mit Radioaktivität missbraucht hatte. Aus der Untersuchung, unter der Leitung von O’Leary, geht hervor, dass bis zu 20.000 Menschen betroffen waren, darunter auch 800 Schwangere, 200 Krebspatienten, sowie zahlreiche Häftlinge in den Bundesstaaten Washington und Oregon.
Politische Schwierigkeiten gab es für O’Leary jedoch 1996, als sie sich vor einem Ausschuss des republikanisch dominierten Kongresses gegen Vorwürfe verteidigen musste, sie reise zu viel und gebe übermäßig Geld für ihre Unterbringung aus. Im Januar 1997 trat sie schließlich von ihrem Amt zurück.
Im Zusammenhang mit der Wahlkampfspendenaffäre von 1996 geriet Hazel O’Leary noch einmal in die Schlagzeilen. Johnny Chung, eine der Hauptfiguren des Spendenskandals, sagte aus, die Ministerin habe sich mit Vertretern eines chinesischen Ölunternehmens getroffen, nachdem Chung 25.000 Dollar an eine von ihr geförderte Wohlfahrtsorganisation gespendet hatte. Das FBI drängte auf eine Untersuchung des Vorgangs; Justizministerin Janet Reno erklärte jedoch, es gebe keine Belege für ein Fehlverhalten O’Learys.

## Weitere Tätigkeiten
Von 2004 bis 2013 amtierte Hazel O’Leary als 14. Präsidentin der Fisk University in Nashville, an der sie selbst einst studiert hatte. Danach war sie weiterhin im Vorstand unterschiedlicher Unternehmen aktiv, darunter der World Wildlife Fund und die Arms Control Association, aus dem Bereich der Rüstungskontrolle.